# Sri Indraditya
Sri Indraditya (auch Si Inthratit und andere Abwandlungen; Thai: พ่อขุนศรีอินทราทิตย์) gilt als der Begründer der Phra-Ruang-Dynastie des Königreichs Sukhothai. Er regierte zwischen 1238 und etwa 1270.
Er war zunächst Gouverneur des Stadtstaates (Mueang) Mueang Bang Yang im äußersten Westen des seinerzeitigen Königreichs der Khmer, in der heutigen nördlichen Zentralregion von Thailand gelegen, und nannte sich Khun Bang Klang Thao (kurz Hao). Zusammen mit dem Gouverneur von Mueang Rat, Pho Khun Pha Mueang, schüttelte er die Herrschaft der Khmer über das von ihnen verwaltete Territorium ab, indem sie einfach keine Steuern mehr entrichteten und sich für unabhängig erklärten. Dies war möglich, da sich die Khmer seinerzeit in große architektonische Aktivitäten vertieft hatten, die ihre Verteidigungsbereitschaft und -fähigkeit empfindlich beeinträchtigten.
Khun Bang Klang Thao wurde dann zum König des neuen Reiches erklärt und Sri Indraditya genannt. Das Volk war beeindruckt von seinem Geschick und seinem Mut, deshalb gab man ihm den Beinamen Phra Ruang (Glorreicher Prinz). Dieser Name wurde allen Königen von Sukhothai gegeben, so dass diese erste Dynastie der Thai auch Phra-Ruang-Dynastie genannt wird.
König Sri Indraditya und seine Königin, Nang Suang, hatten drei Söhne. Der älteste starb bereits in jungen Jahren, der zweite wurde Ban Mueang genannt, und der dritte Sohn besiegte einen Khmer-Prinzen in einem Gefecht auf Elefanten, so dass er von seinem Vater zum Dank Ramkhamhaeng genannt wurde.
Es war wahrscheinlich König Sri Indraditya, der den heutigen Wat Mahāthāt gegründet hat. Seine heutige Form erhielt der Tempel wahrscheinlich durch Loe Thai etwa um 1345, zunächst standen wohl nur fünf Türme auf einer quadratischen Plattform (an jeder Ecke einer sowie einer in der Mitte). Dies entdeckte das thailändische Fine Arts Department am Anfang der 1960er Jahre, als sie dort Reparaturen durchführten.
Sri Indraditya starb etwa 1270. Sein Nachfolger wurde sein zweiter Sohn Ban Mueang.